# Табакерка

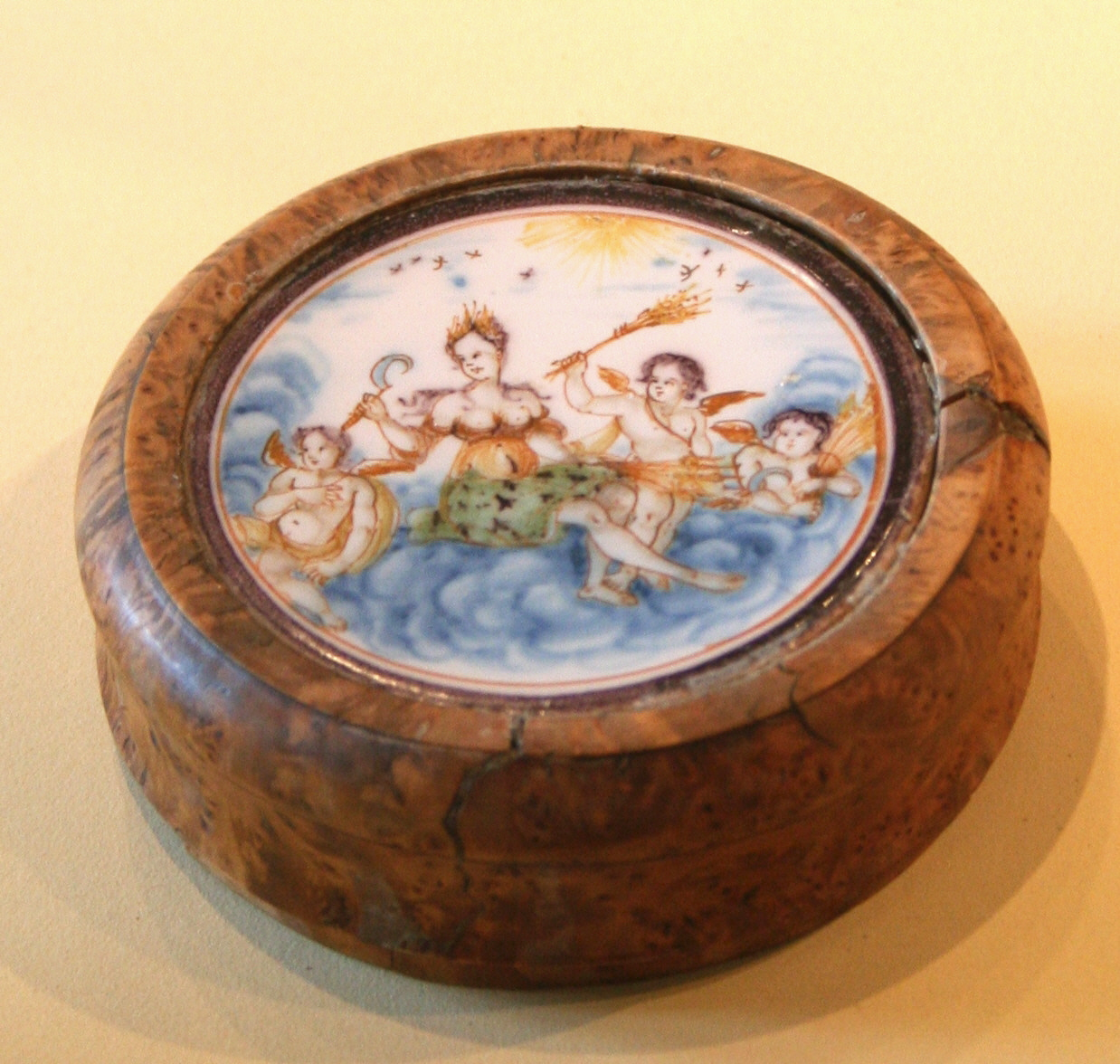
Табакерка з кореня хвойного дерева, на фаянсовій кришці зображена Церера, музей фаянсу в Марселі.

Табаке́рка, тютюнниця (від фр. tabatière) — невелика коробочка, яка закривається кришкою. 

Використовується для зберігання нюхального тютюну. Виготовлялась з одним або з декількома відділеннями для зберігання різних сортів тютюну.